# 詹姆斯·拉鲁
詹姆斯·拉鲁（英語：James LaRue，1934年5月12日—2012年12月30日），美国音频工程师。他曾因电影电子世界争霸战提名奥斯卡最佳音响效果奖。

## 部分影视作品
- 幽浮计划（英语：Project U.F.O.）（电视剧）(1978-1979)
- 电子世界争霸战 (1982)[4]
- 猛鬼街 (1984)
- 古惑学神戏差骨（英语：Moving Violations） (1985)
- 闪电侠（英语：The Flash (1990 TV series)）（电视剧）(1990-1991)
- 百战天龙（电视剧）(1991-1992)
- 空中大灌篮 (1996)
- 圣女魔咒（电视剧）(1998-1999)
- X档案（电视剧）(2001-2002)